# Jacques Toussaint
Jacques Toussaint (Parigi, 6 gennaio 1947) è un artista e designer francese.
Toussaint è noto per le sue installazioni artistiche immersive.

## Biografia
Dopo gli studi all‘École nationale supérieure des beaux-arts di Parigi, caratterizzati della sospensione dell’insegnamento dovuta alle proteste studentesche di maggio 1968, Toussaint inizia la sua attività artistica in Italia nel 1971.
In questo periodo Toussaint è anche attivo nel mondo design e per diversi anni è consulente per marchi come Espò, Bernini, Interflex e Matteo Grassi. Nel 1985 crea con Livio Luteri il marchio Atelier, con il quale riedita progetti di designers storici come Alvar Aalto, Werner Max Moser, Alfred Roth e Giuseppe Terragni e produce progetti di designers come Toshiyuki Kita, Ross Littell e Verner Panton.
A partire dal 1993 realizza per diversi marchi delle collezioni di oggetti in carta riciclata, specchi, acciaio e legno. Questi sono al contempo i materiali che Toussaint privilegia nella sua ricerca artistica, che evolve parallelamente all’attività di designer e che lo porta ad esporre in diverse gallerie, musei e fiere d’arte in Italia, Francia e Polonia.
Nel 1998 Toussaint crea il Piccolo Museo del Progetto, un’associazione culturale con sede a Pieve del Grappa, che ha lo scopo di custodire la documentazione relativa a progetti di design firmati da designers operanti a Milano dagli anni Settanta fino alla fine degli anni Novanta, da lui raccolta durante la sua lunga attività di consulenza per le aziende Bernini, Matteo Grassi, Dimensione Fuoco, Interflex e Arbos. Negli spazi del Piccolo Museo del Progetto si alternano presentazioni e mostre di disegni, prototipi e mobili progettati da designers come Tapani Aartomaa, Achille Castiglioni, Simo Heikkilä, Yrjö Kukkapuro, Ross Littell, Enzo Mari, Alessandro Mendini, Werner Max Moser, Alfred Roth. Il Piccolo Museo del Progetto ha inoltre organizzato mostre e conserva opere di Renata Bonfanti, Candido Fior, Gianfranco Pardi, Emilio Tadini e Alessio Tasca. Al contempo il Piccolo Museo del Progetto, è sede di Edizioni del Piccolo Museo, che propone una collezione di mobili disegnata da Jacques Toussaint tra gli anni Ottanta e Duemila.
Attorno all’anno 2000 Toussaint inizia ad utilizzare luci al neon di colore blu che lo portano a realizzare delle installazioni immersive, quasi sempre site-specific. Secondo il critico Luigi Cavadini, con queste installazioni l’artista intende procurare una forma di straniamento nello spettatore e indurlo alla meditazione. A partire dal 2014 Toussaint integra nelle sue installazioni immersive delle proiezioni di video e delle componenti sonore.

## Toussaint nei musei
Il Denver Art Museum (USA), la Die Neue Sammlung – Design Museum (D), il Kunstgewerbemuseum – Staatliche Museen zu Berlin (D), il Muzeum Narodowe w Poznaniu (PL), il Museo Casabianca di Malo ed il CAMeC - Centro Arte Moderna e Contemporanea di La Spezia hanno acquisito opere di Toussaint per le loro collezioni permanenti.

## Mostre
Di seguito è elencata una lista parziale.
Tra le personali:
- Jacques Toussaint. Galleria Arser, Bari Export, Bari (1978)
- Tra sogno e realtà. Galleria BWA, Wroclaw (PL). A cura di Magdalena Godlewska-Siwerska (2001)
- Le forme della luce. Fioretto Arte Contemporanea, Padova (2002)
- Il senso della misura. BCLA-Délégation Culturelle/Alliance Française, Bologna. A cura di Luigi Cavadini (2011)
- Art Works. Torri dell’Acqua, Fondazione Cocchi. Budrio. A cura di Luigi Cavadini (2011)
- In Itinere. Sulle orme di Francesco. Chiesa di San Francesco, Pordenone (2012)
- In Itinere. Tra Arte e Design. Institut Français, Palazzo delle Stelline, Milano (2012)
- “... que du bleu!”. Institut français Milano Palazzo delle Stelline, Milano. A cura di Luigi Cavadini (2014)
- L’Esprit des Lieux. Sulle orme di San Francesco. Spazio culturale Antonio Ratti, Ex chiesa di San Francesco, Como. A cura di Luigi Cavadini (2016)[11]
- L’Esprit des Lieux. A Riola con Alvar Aalto. Chiesa Santa Maria Assunta di Riola di Vergato (2019)[12]
- Arte e design nel Golfo dei Poeti. CAMeC - Centro Arte Moderna e Contemporanea, La Spezia. A cura di Giosué Allegrini e Marzia Ratti (2021-2022)[13]
- L’Esprit des Lieux. Il canto del fiume Reno. Ritorno a Riola nel segno di Alvar Aalto. Chiesa Santa Maria Assunta di Riola di Vergato (2022)[14]

Tra le collettive: 
- Le due realtà. Galleria Il Brandale, Savona (1969)
- 100 Artists for the Museum. Denver Art Museum, Denver (1993)
- Noi non abbiamo paura del blu. Galleria Blu, Milano (1997)
- Les jardins intérieurs, Parigi e Strasburgo (FR) (1997)
- ConfinInfranti. Galleria d'Arte Moderna Palazzo Forti Verona. A cura di Giorgio Cortenova e Patrizia Nuzzo (2008)
- Ah! La vita barocca pluriforme, a tradimento mi titilla piano. Galleria Gasparelli Arte Contemporanea, Fano (2013)
- …nel Blu dipinto di Blu…  da Yves Klein, la magia di un colore nell’Arte Contemporanea. MACA Museo d'arte contemporanea, Palazzo Sanseverino Falcone, Acri. A cura di Francesco Poli (2015)
- Il mio vero tempo, quello in cui il vino verrà ritrasformato in acqua, non è ancora venuto. Torri dell’Acqua, Fondazione Cocchi, Budrio (2016)